# فرودگاه موس لیک
فرودگاه موس لیک (به انگلیسی: Moose Lake (Lodge) Airport) یک فرودگاه خصوصی است که یک باند فرود چمن و شن دارد و طول باند آن ۹۱۴ متر است. این فرودگاه در کشور کانادا قرار دارد و در ارتفاع ۱۰۶۷ متری از سطح دریا واقع شده‌است.